# Pădurea Sherwood

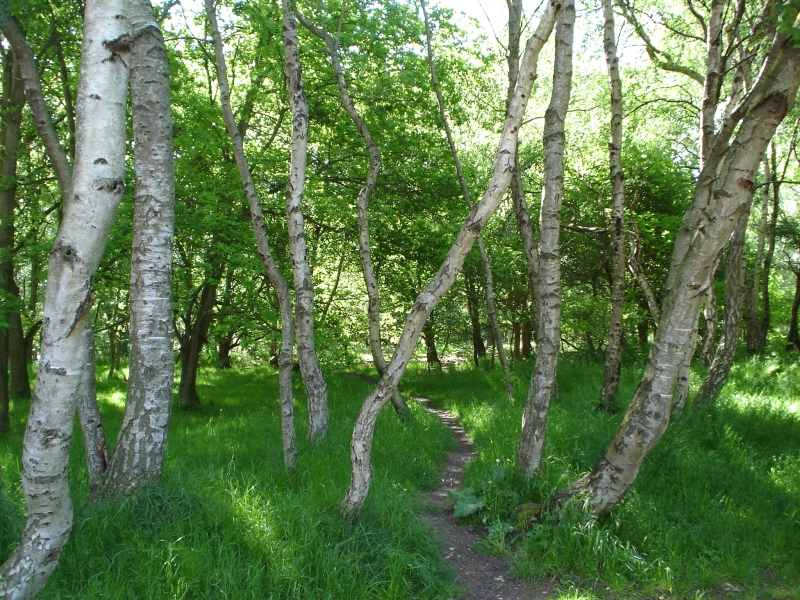
Pădurea Sherwood

Padurea Sherwood este o pădure situată în Nottinghamshire, Anglia, renumită datorită asocierii istorice cu legenda lui Robin Hood. 
Împădurită continuu de la sfârșitul Epocii de Gheață, Sherwood este astăzi redusă la o suprafață de 424.75 de hectare, rămășițe ce înconjoară satul Edwinstowe, pe locul castelului Thoresby. Pădurea de acum este o rămășiță a unei mari păduri regale de vânătoare, numită "Comitatul pădurii" al Nottinghamshire, care propriu-zis s-a extins în mai multe ținuturi, mărginită în vest de-a lungul râului Erewash și de Pădurea Derbyshire, în est.
Comisia de silvicultură administrează mare parte a pădurii și asigură plimbări și multe alte activități de tipul acesta. O parte din pădure a fost deschisă ca parc publicului în 1969, de Consiliul Ținutului Nottinghamshire, care administrează o mică parte de pădure în arendă de la moșia Thoresby. În 2002, o parte din Pădurea Sherwood a fost desemnată Rezervație Națională a Naturii de către English Nature.
În 2007, Natural England a încorporat oficial Pădurea Budby South, cea mai mare porțiune de vegetație uscată de câmpie al Nottinghamshire, în Rezervația naturală, aproape dublându-i suprafața. Câteva porțiuni ale pădurii încă păstrează mulți stejari foarte bătrâni, în special în zona cunoscută ca "Dukeries", la sudul orașului Worksop, denumit așa, deoarece conținuse 5 reședințe ducale aproximativ una lângă alta.
Râul Idle, afluent al lui Trent, a fost format în Pădurea Sherwood din confluența a câtorva râuri mici.
Pădurea Sherwood atrage anual 500.000 de turiști din toată lumea. Numărul vizitatorilor a crescut semnificativ de la lansarea de către BBC a seriei de televiziune "Robin Hood" în 2006.
Parcul găzduiește festivalul anual "Robin Hood" pentru o săptămână în fiecare vară. Acest eveniment recrează atât atmosfera medievală cât și personajele principale din legenda lui Robin Hood. Săptămâna de divertisment include turnirul, actorii ambulanți, îmbrăcați medieval, pe lângă o tabără medievală completă, cu bufoni, muzicieni, prinzători de șoareci, alchimiști și mâncători de foc.
Pădurea Sherwood îi este casă marelui stejar, care, potrivit tradiției locale, era principala ascunzătoare a lui Robin Hood. Stejarul are între 800 și 1000 de ani. Începând cu epoca victoriană, ramurile masive au fost parțial susținute de un elaborat sistem de schelărie. 
În februarie 1998, o companie locală a luat mostre din stejar și a început să cultive clone ale faimosului stejar cu intenția de a trimite puieți în marile orașe ale lumii. Copacul a fost prezentat în 2005 pe BBC în cadrul programului "7 minuni naturale ale lumii", ca fiind una din minunile naturale ale regiunii centrale din Anglia.